# Suppiluliuma I
Suppiluliuma I (ca. 1344 î.Hr – 1322 î.Hr) a fost rege hitit. A purtat războaie victorioase împotriva Egiptului și a extins supremația statului hitit până în sudul Palestinei. A fost supranumit „Marele hitit”.